# Ordinariato militar de Uganda
El ordinariato militar de Uganda (en inglés: Military Ordinariate of Uganda) es una circunscripción eclesiástica de la Iglesia católica en Uganda. Se trata de un ordinariato militar latino, inmediatamente sujeto a la Santa Sede. Desde el 4 de diciembre de 2020 es sede vacante.

## Territorio y organización
El ordinariato militar tiene jurisdicción personal peculiar ordinaria y propia sobre los fieles católicos militares de rito latino, incluso si se hallan fuera de las fronteras del país, pero los fieles continúan siendo feligreses también de la diócesis y parroquia de la que forman parte por razón del domicilio o del rito, pues la jurisdicción es cumulativa con el obispo del lugar. Los cuarteles y los lugares reservados a los militares están sometidos primera y principalmente a la jurisdicción del ordinario militar, y subsidiariamente a la jurisdicción del obispo diocesano cuando falta el ordinario militar o sus capellanes. El ordinariato tiene su propio clero, pero los obispos diocesanos le ceden sacerdotes para llevar adelante la tarea de capellanes militares de forma exclusiva o compartida con las diócesis.
La sede del ordinariato militar se encuentra en la ciudad de Mbale.
El ordinariato militar está al servicio de las Fuerza de Defensa del Pueblo de Uganda.

## Historia
El vicariato castrense en Uganda fue erigido el 20 de enero de 1964.
Mediante la promulgación de la constitución apostólica Spirituali Militum Curae por el papa Juan Pablo II el 21 de abril de 1986 los vicariatos militares fueron renombrados como ordinariatos militares o castrenses y equiparados jurídicamente a las diócesis. Cada ordinariato militar se rige por un estatuto propio emanado de la Santa Sede y tiene a su frente un obispo ordinario nombrado por el papa teniendo en cuenta los acuerdos con los diversos Estados. 

## Estadísticas
El Anuario Pontificio no provee información estadística sobre el ordinariato militar.

## Episcopologio
- Cipriano Biyehima Kihangire † (20 de enero de 1964-5 de enero de 1985 renunció)
- James Odongo † (5 de enero de 1985-4 de diciembre de 2020 falleció) (director castrense[nota 1])